# 마르턴 스테켈렌뷔르흐
마르턴 스테켈렌뷔르흐(네덜란드어: Maarten Stekelenburg, 네덜란드어 발음: [ˈmaːrtə(n) ˈsteːkələ(m)ˌbʏr(ə)x]; 1982년 9월 22일~)는 네덜란드의 은퇴한 축구 선수로, 포지션은 골키퍼였다.
2002년 아약스에서 선수 생활을 시작해 9시즌 동안 아약스에서 뛰면서 2개의 에레디비시 우승을 획득했고 로마, 풀럼, 모나코, 사우샘프턴, 에버턴에서 뛴 뒤 2019-20 프리미어리그 시즌이 끝난 후 아약스로 복귀했다.
2004년 네덜란드 축구 국가대표팀에 데뷔한 후 에드빈 판 데르 사르가 은퇴한 이후 2008년부터 네덜란드 대표팀의 골문을 지켰으며 대표팀에서 총 63경기를 소화했다. 그는 2010년 FIFA 월드컵 본선 전 경기에 출전하여 6골(페널티킥 골 2골 포함) 밖에 허용하지 않았지만 스페인 대표팀과의 결승전에서 안드레스 이니에스타에게 결승골을 허용해 준우승에 그쳤다.

## 클럽 경력
2005–06 시즌부터 AFC 아약스에서 본격적으로 주전 골키퍼로 기용되어 2006년과 2007년에 KNVB컵에서 우승하였다. 2007–08 시즌에는 팀 선정 '올해의 선수'로 뽑혔다.
이러한 활약을 바탕으로 그는 2011년 AS 로마에 입단하면서 처음으로 이적하게 된다.
2013년에는 풀럼 FC로 이적하여 처음으로 프리미어리그에서 뛰게 되었다.
2023년 5월 18일, 스타켈렌뷔르흐는 2022-23 에레디비시 시즌이 끝난 후 현역 생활에서 은퇴하겠다고 발표했다.

## 국가대표 경력
2006년과 2010년 FIFA 월드컵에 참가해 2010년에 네덜란드 대표팀이 준우승을 차지하는데 기여하였다.